# Last Goodbye (Jeff Buckley)
Last Goodbye è un singolo del cantautore statunitense Jeff Buckley, pubblicato nel 1994 come secondo estratto dal primo album in studio Grace.

## Video musicale
Il videoclip mostra il gruppo suonare con proiezioni di ambienti che dietro di loro cambiano continuamente.